# Cyril Lefebvre
Pour les articles homonymes, voir Lefebvre.
Cyril Lefebvre, né le 19 octobre 1947 à Versailles (Seine-et-Oise) et mort le 7 avril 2012 à Clichy (Hauts-de-Seine), est un musicien, 'pataphysicien et érudit français. Il s'intéresse à des sujets aussi variés que la musique hawaïenne et l'ukulélé, le Blues et le Chaâbi.
Il est l'auteur d'une méthode de guitare slide et de deux méthodes d'ukulélé, instrument dont il fut l'un des plus premiers promoteurs, et un expert internationalement reconnu[réf. nécessaire], ainsi que de nombreux articles et participations touchant à des domaines divers.

## Biographie
Cyril LeFebvre naît à Versailles le 19 octobre 1947, sa mère est premier violon d'un orchestre symphonique.
Interprète et compositeur, il tient la guitare slide dans le groupe Maajun de 1970 à 1972 aux côtés de Jean-Louis Mahjun (Jean-Louis Lefebvre en fait), Jean-Pierre Arnoux, Rogius et Alain Roux. Le groupe enregistre un LP chez Vogue intitulé "Vivre la mort du vieux monde" qui sortira en 1971. Cyril enregistre ensuite sous son nom plusieurs albums en solo ou avec d'autres musiciens, dont Musique française et américaine de la même époque et d'il y a longtemps, Cocaïne blues (réédité en 2013), Cyril Lefebvre et son ensemble moderne(également réédité en 2013).
Il collabore à des articles, notamment pour la revue Best, et participe à des interviews de John Fahey pour lequel il avait une grande admiration liée à sa technique et à l'originalité de son jeu de guitare accordée en "open tunings" ainsi que  Screamin' Jay Hawkins  qui synthétisait le rock blues grand guignolesque.[réf. nécessaire]
Il fait la première partie, avec Marie Delbecq, du récital de Dick Annegarn à Bobino, les 19 et 20 juin 1981.
En 1992, il fonde avec Joseph Racaille et Brad Scott l'Ukulélé Club de Paris, qui devient à la fin des années 1990 un groupe de musique.
Sa première méthode d'ukulélé sort en 2000, sous le titre La méthode d'Ukulélé. La deuxième méthode, plus aboutie, paraît en 2008 et connaît un grand succès. La publication de la première édition est suivie du premier et dernier disque de l'Ukulélé Club de Paris, Manuia, sorti en 2002 chez Universal Music Group. Il réunit outre Cyril LeFebvre et Joseph Racaille, Tony Truant, Fay Lovsky, François Ovide, Brad Scott, etc.
Il meurt à l'âge de 64 ans le 7 avril 2012 à Clichy, et est inhumé au cimetière de Montmartre (division 10).

## Discographie
En tant que musicien du groupe Maajun :
- "Vivre la mort du vieux monde" - 1971 LP Vogue ref SLVLX 545

En tant qu'artiste solo :
1. "Musiques françaises et américaines de la même époque et d'il y a longtemps" - 1975 LP  c/ Cézame (réédité en 2013)
2. "Cocaïne blues " - 1978  LP  c/ Fléau (réédité en 2013)
3. "Vibrato" - 1979 LP c/ Fléau
4. "Cyril Lefèbvre / Marie Delbeck" - 1979  45 T c/ Paris Album

Collaborations :
- Aveklei Uptowns Hawaians - 1987  MP c/ Nato

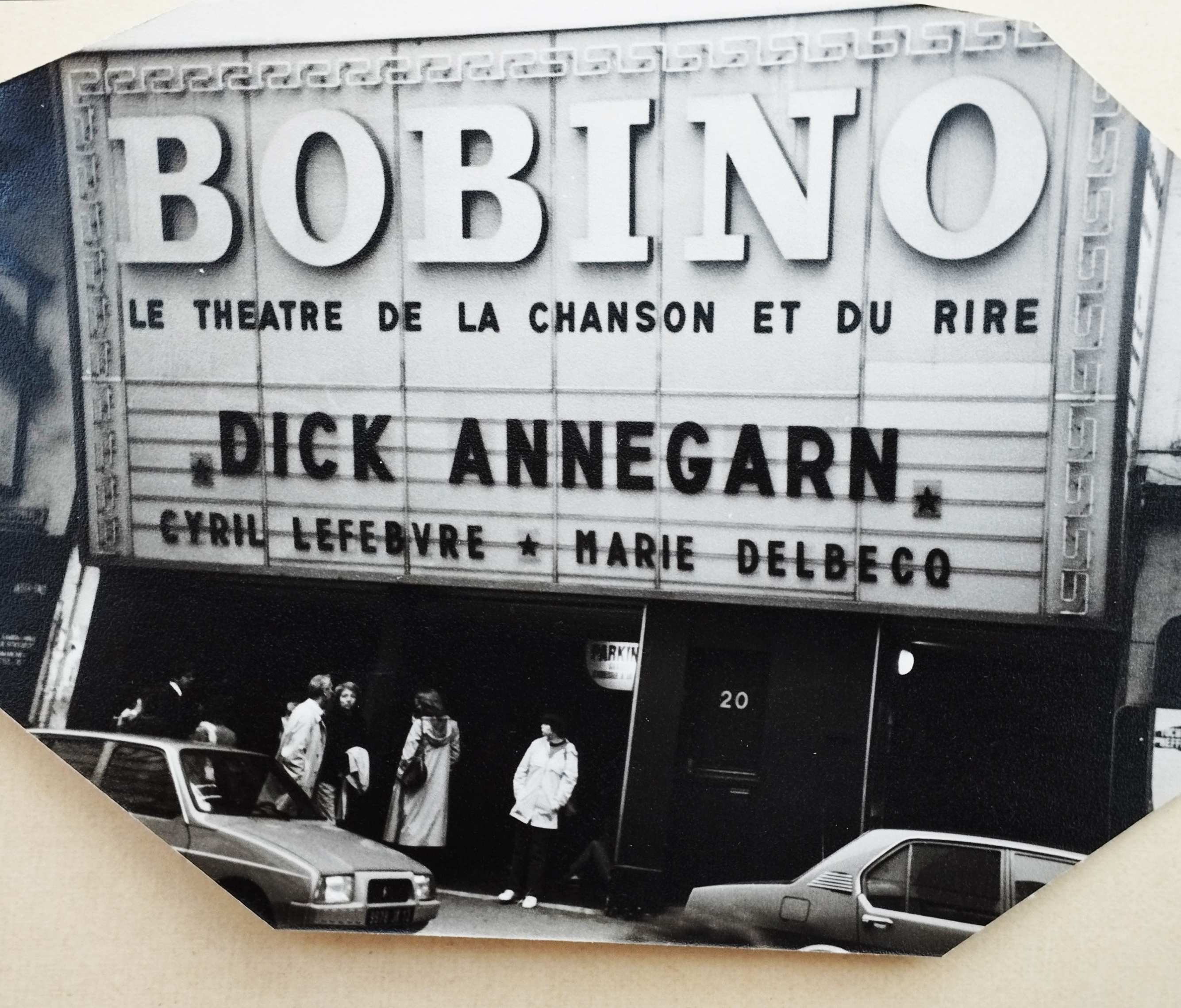

- "Répertoire demi-mondain" - 1991 LP  Trio Dora Lou -c/ Gorgone Productions
- Brownie McGhee  1981 Paris Album records PLB 228513 "Brownie speaks" avec Dominique Lemerle (contrebasse),Cyrille Lefebvre (guitare, slide guitar, Styve Homnik (batterie). Production Michel Carras.